# Saison 1 de La Guerre des trônes : La Véritable Histoire de l'Europe
La première saison de La Guerre des trônes : La Véritable Histoire de l'Europe est une émission de télévision historique qui retrace l'histoire de l'Europe de 1328 à 1558, une période marquée par la Guerre de Cent Ans et les débuts de la Renaissance.
Présentée par Bruno Solo, elle est diffusée sur France 5 du 29 décembre 2017 au 5 janvier 2018.

## Principe de l'émission
Chaque numéro retrace l’épopée des dynasties rivales ainsi que les jeux de pouvoir qui ont écrit l’histoire de l’Europe du XIVe siècle au XVIe siècle, au travers de reconstitutions historiques et de la visite de différents lieux en rapport avec le sujet traité.
En parallèle, Bruno Solo explique les enjeux géopolitiques des différentes guerres ainsi que les interactions entre les souverains impliqués en déplaçant des pions sur une grande carte de l'Europe.

## Période historique
Cette saison raconte l'histoire de l'Europe du XIVe siècle au XVIe siècle, à l'époque de la Guerre de Cent Ans et des débuts de la Renaissance.
Elle retrace également la rivalité entre le roi de France François Ier et l'empereur Charles Quint,.

## Liste des épisodes

### La guerre est déclarée (1328-1364)
Première diffusion
- France : 29 décembre 2017 (France 5)

Résumé
En 1328, le roi Charles IV le Bel, dernier roi de France de la dynastie des Capétiens, meurt sans héritier. Le trône est alors transmis à un membre de la famille des Valois, Philippe VI de Valois. Cette décision provoque la colère du roi d'Angleterre Édouard III Plantagenêt, fils d'Edouard II et d'Isabelle de France, qui revendique également la couronne. C'est le début de la Guerre de Cent Ans,.
Le premier épisode décrypte les différentes phases du conflit, de 1337 à 1453,.

### Le Roi fou et la Pucelle (1392-1453)
Première diffusion
- France : 29 décembre 2017 (France 5)

Résumé

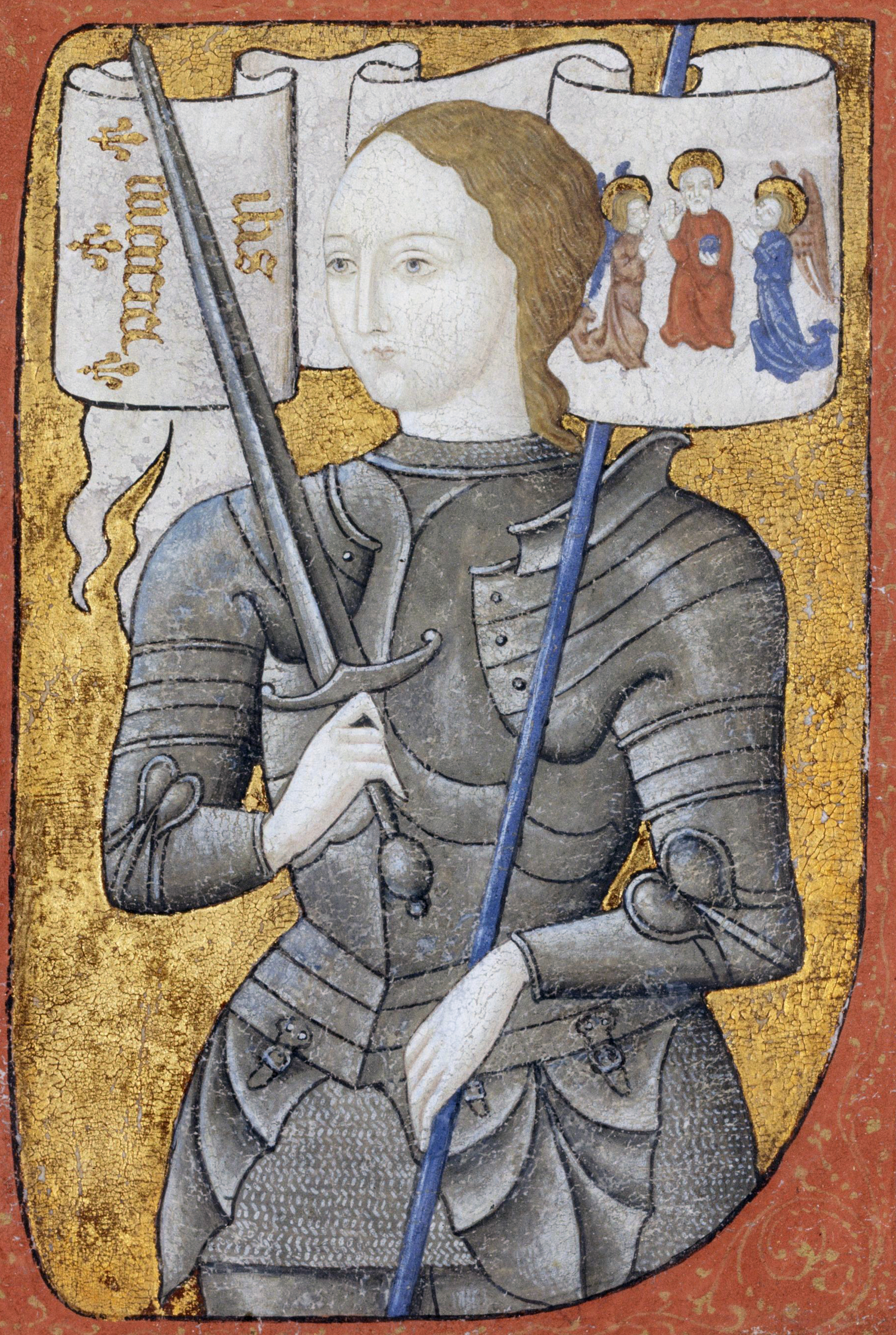
Lettrine historiée dite de Jeanne d'Arc à l'étendard.

En 1392, alors qu'il conduit une expédition militaire contre le duché de Bretagne, le roi de France Charles VI est victime d'une crise de démence.
Son frère cadet, Louis d'Orléans, aspire alors à exercer la régence, mais sa rivalité avec le duc de Bourgogne Jean sans Peur va plonger le royaume de France dans la crise et déclencher la Guerre civile entre Armagnacs et Bourguignons. Le roi d'Angleterre Henri V profite alors de cette période de troubles pour réaffirmer ses prétentions sur le trône de France,.
Alors que la Guerre de Cent Ans redémarre, une fille originaire de Domrémy, Jeanne d'Arc, se rend à Chinon où elle espère convaincre le dauphin de France, le futur Charles VII, de lui confier une armée afin d'affronter les Anglais,.

### Le Jeu des alliances (1461-1483)
Première diffusion
- France : 5 janvier 2018 (France 5)

Résumé
En 1461, Louis XI monte sur le trône de France. Son intense activité diplomatique et sa capacité à tisser des pièges à ses ennemis, lui valent rapidement le surnom d'« Universelle Aragne » (araignée).
Pour défendre les intérêts du trône de France, le nouveau roi doit affronter de nombreux ennemis, en particulier le duc de Bourgogne Charles le Téméraire, et le roi d'Angleterre Édouard IV.

### Le Roi et l'Empereur (1515-1558)
Première diffusion
- France : 5 janvier 2018 (France 5)

Résumé

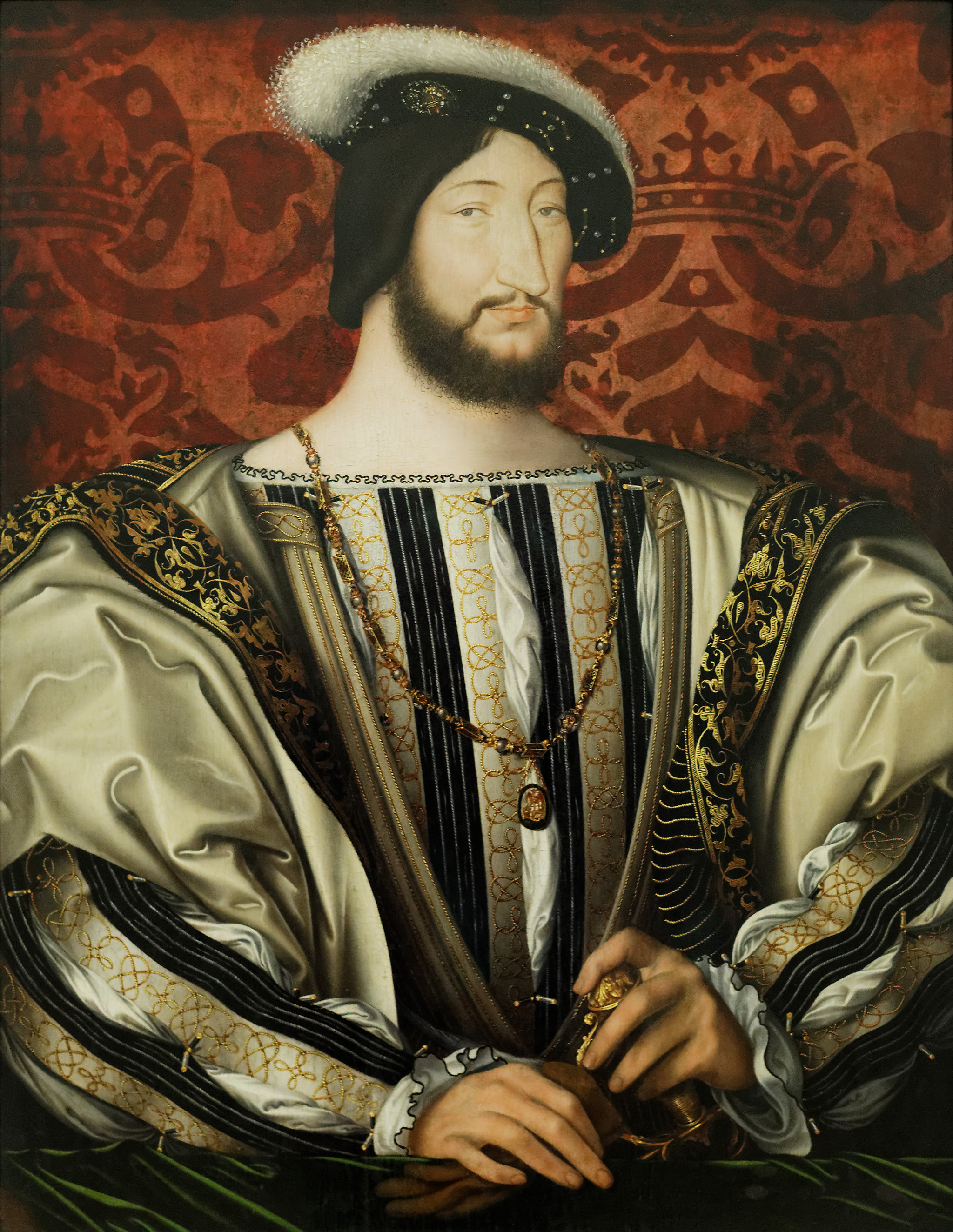
Portrait de François Ier vers 1530 par Jean Clouet.

Au début de la Renaissance, l'héritier du royaume d'Espagne Charles Quint est en passe de devenir l'un des hommes les plus puissants d'Europe.
Ambitieux, il revendique la couronne du Saint-Empire romain germanique, mais il doit également affronter le nouveau roi de France François Ier qui revendique des droits sur le duché de Milan et entend poursuivre les Guerres d'Italie menées par ses prédécesseurs.

## Distribution
Sauf indication contraire, les informations mentionnées dans cette section peuvent être confirmées par la base de données cinématographiques IMDb,  présente dans la section « Liens externes ».
- Tabaré Dutto-Canto : Roger Mortimer
- Sébastien Degut : Philippe VI
- Delphine Le Moine : Isabelle de France
- Mélanie Peyre : Jeanne d'Évreux
- Yannis Bougeard : Édouard III
- François Brice : Jean II le Bon
- Davide Delorenzo : Philippe de Bourgogne
- Alexandre Borras : Édouard de Woodstock dit le « Prince Noir »
- Louis Cunat : Charles V
- Michaël Erpelding : Charles VI
- Sébastien Gill : Jean sans Peur
- Victorien Robert : Louis Ier d'Orléans
- François-David Cardonnel : Henri V
- Bertrand Chamerois : le messager noble français (épisode 2)
- Catherine Zavlav : Isabeau de Bavière
- Thibaud Lepage : Philippe Le Bon
- Patrice Tepasso : Charles VII
- Marguerite Dabrin : Jeanne d'Arc
- Laurent Bariteau : Louis XI
- Patrick Hauthier : Charles le Téméraire
- Geoffrey Lopez : Édouard IV
- Laure Massard : Marguerite d'York
- Madeleine Pougatch : Marie de Bourgogne
- Anthony Sourdeau : Maximilien d'Autriche
- Rémy Giordano : Jacob Fugger
- Nathalie Charade : Louise de Savoie à 19 ans
- Mathieu Lagarrigue : Henri VIII
- Sarah Brunel : Marguerite de Valois-Angoulême à 23 ans
- Charles Durot : le garde suisse aboyeur
- Max Geller : François Ier
- Mickael Fuhs : Charles Quint jeune
- Julia Gratens : Anne Boleyn[9] à 25 ans
- Gabriel Mireté : Henri II

## Tournage

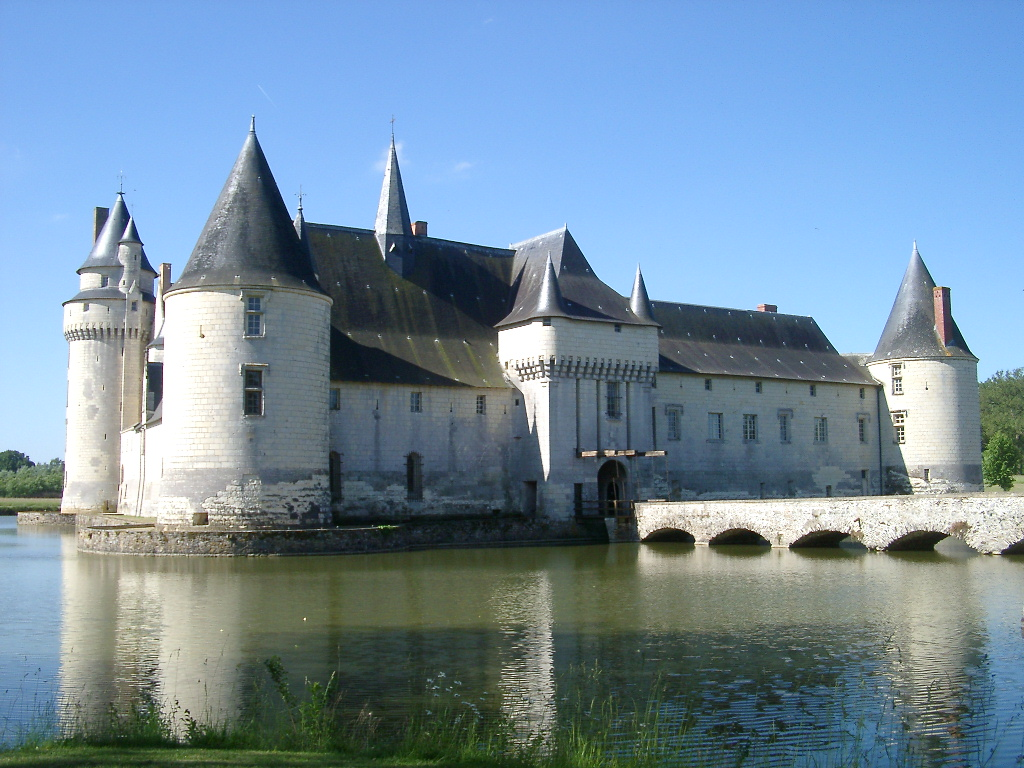
Parmi les lieux visités, on retrouve le Château du Plessis-Bourré.

Outre les reconstitutions historiques, différentes séquences ont été tournées dans les lieux en lien avec la période traitée, notamment :
- Le champ de bataille de Crécy[4]
- Le château du Plessis-Bourré près d'Angers[10]
- Le château d'Ancy-le-Franc[11]

Les scènes de reconstitution de la bataille d'Azincourt ont, elles, été tournées dans un champ entourant le château du Plessis-Bourré. « L'objectif de ces évocations est surtout de montrer les stratégies militaires. » explique la co-réalisatrice Vanessa Pontet.
« Féru d’Histoire, j’étais ému de me retrouver sur les lieux des batailles d’Azincourt et de Crécy, si bien reconstituées, et dans les châteaux qui ont été le théâtre des différentes alliances et trahisons. » explique de son côté Bruno Solo.

## Diffusion
La première saison est diffusée le vendredi 29 décembre 2017 (épisodes 1 et 2) puis le vendredi 5 janvier 2018 (épisodes 3 et 4),.

## Audiences
| Rang | Première diffusion | Titre                    | Période   | Nombre de téléspectateurs | Part d'audience |
| ---- | ------------------ | ------------------------ | --------- | ------------------------- | --------------- |
| 1    | 29 décembre 2017   | La guerre est déclarée   | 1328-1364 | 1 100 000                 | 4,6 %           |
| 2    | 29 décembre 2017   | Le Roi fou et la Pucelle | 1392-1453 | 1 100 000                 | 4,6 %           |
| 3    | 5 janvier 2018     | Le Jeu des alliances     | 1461-1483 | 1 027 000                 | 4,1 %           |
| 4    | 5 janvier 2018     | Le Roi et l'Empereur     | 1515-1558 | 1 157 000                 | 4,9 %           |